# Барух Штейнберг

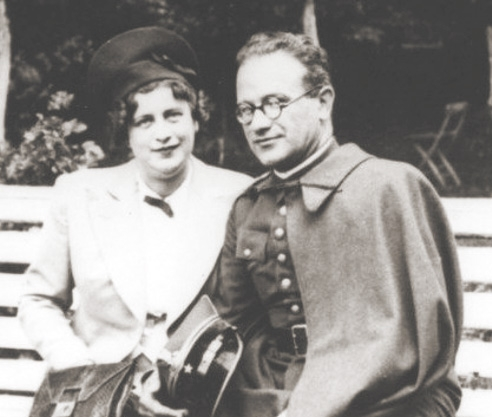
Головний рабин Війська Польського Барух Штайнберг до 1939 року.

Барух Штейнберґ (пол. Baruch Steinberg, івр. ברוך שטיינברג; 7 грудня 1897 — 9 квітня 1940) — польський рабин і військовий офіцер . Він був головним рабином польської армії під час німецького вторгнення до Польщі та радянського вторгнення до Польщі в 1939 році та був страчений Радянським Союзом під час Катинської різанини у квітні 1940 р.

## Життєпис

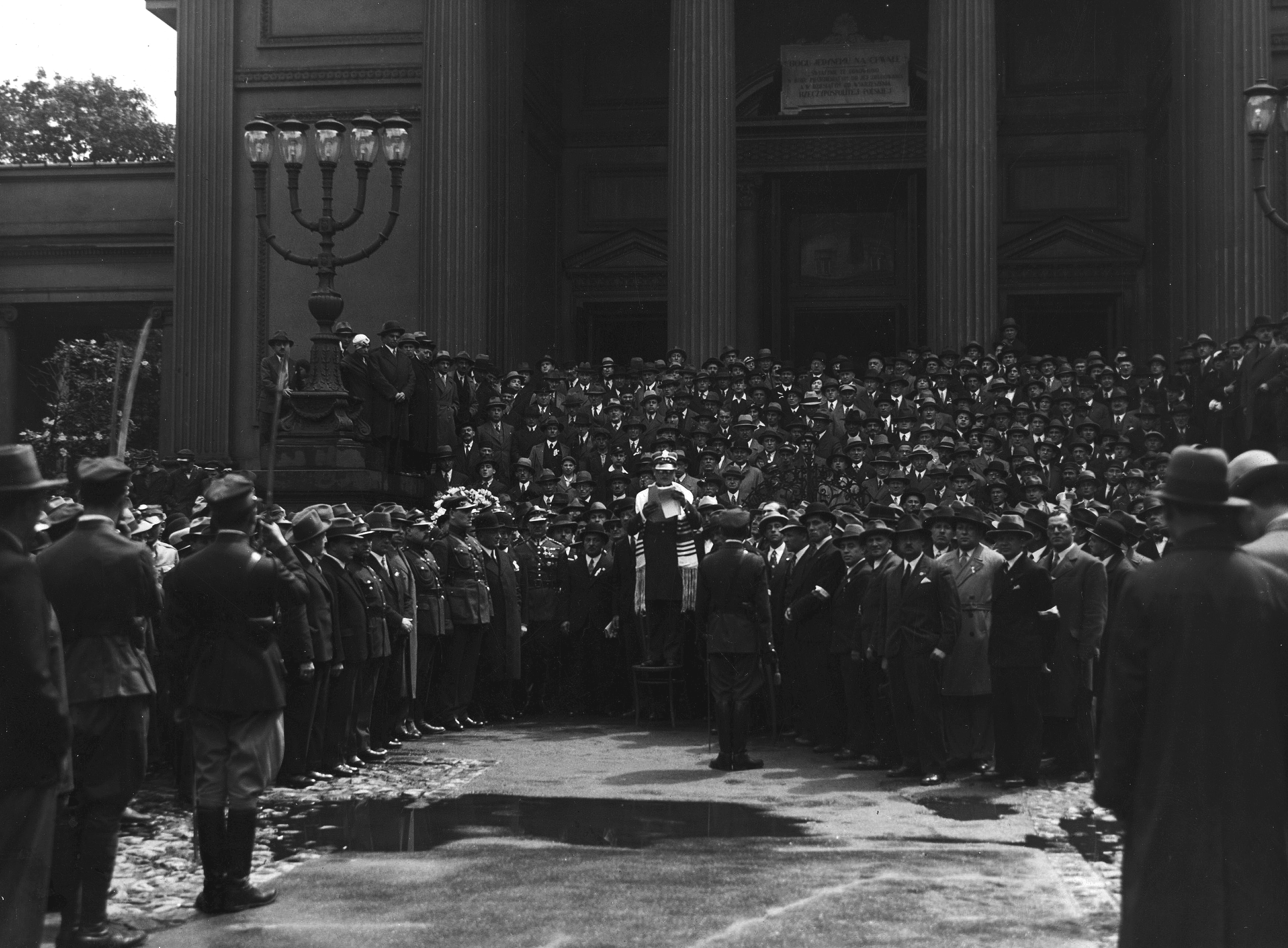
Рабин Барух Штайнберг виступає перед Великою синагогою під час апеляції полеглих, організованої Союзом єврейських борців за незалежність Польщі.

Барух Штайнберг народився 17 грудня 1897 року в містечку Перемишляни (нині Перемишлянська громада, Львівський район, Україна) в польській єврейській родині з традиціями рабинського служіння (Його батько та дід були рабинами, і троє братів також обрали цю професію).
Під час Першої світової війни вся його родина переїхала до Відня. У 1916 році він був обраний рабином там, а наступного року успішно склав необхідні іспити і повернувся до Перемишлян. Вступив Польської військової організації, надаючи послуги польським солдатам-євреям. У листопаді 1918 року він пішов добровольцем приєднатися до польських військ у польсько-українській війні, воював разом із польськими військами у битві під Львовом і залишався на передовій, доки польські війська не взяли під контроль Перемишляни у травні 1919 року.

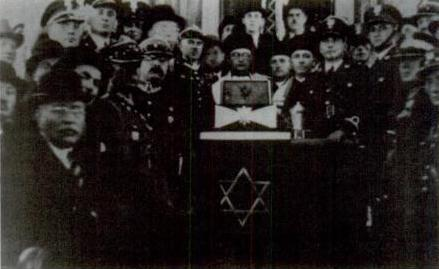
Майор Барух Штайнберг, головний рабин Війська Польського, з офіцерами Війська Польського, імовірно євреями, у синагозі Postępowa [Прогресивна], Краків, 5 вересня 1935 року. На фото він тримає щось схоже на меморіальну дошку. Єврейські ветерани польської армії Війни за незалежність зібралися в Кракові 5 вересня 1935 року, щоб спільно помолитися за маршала Юзефа Пілсудського, який помер у травні.

У 1922 році, після вступу до Війська Польського (спочатку в резерві), він став рабином-капеланом. Його заявки на повну службу були відхилені з мотивацією відсутності формальної освіти (він не закінчив середньої школи) та протидією фракції ортодоксальних євреїв, оскільки Штайнберга вважали членом сіоністського табору. У 1927 році Штайнберг склав іспити на зрілість і розпочав навчання у Львівському університеті на сходознавстві (яке він закінчить у 1933 році). У 1928 році він був прийнятий на дійсну службу до польської армії, отримавши ранг професійного рабина (rabin zawodowy), ставши головним рабином Третього корпусного регіону Війська Польського (у Гродно, нині Гродно, Білорусь). У 1929 році він отримав звання рабина першого класу (rabin pierwszej klasy — еквівалент звання капітана). Через кілька років його підвищать до старшого рабина другого класу (starszy rabin drugiej klasy — еквівалент високого рангу)[a]. У 1931 році його перевели до району 1-го корпусу у Варшаві, у 1932 році він також служив у районі 5-го корпусу у Кракові (Краків). У 1933 році він змінив Хаїма Еліз'єра Франкла на посаді голови Головного офісу капеланства юдаїзму (szef Głównego Urzędu Duszpasterstwa Wyznania Mojżeszowego), спочатку тимчасово, а з 1935 року — на постійній основі. У 1936 році став головним рабином Війська Польського.
Стейнберг мав високу повагу та похвалу від свого керівництва. Він був відомий як прихильник польських державних діячів Юзефа Пілсудського та його політики, організовуючи 11 листопада (з 1937 року офіційний День Незалежності Польщі) богослужіння за Польщу (а після смерті Пілсудського також за його наміри). Він бв прихильником активної участі євреїв у польській державі.
У вересні 1939 року він був одним з семи рабинів-капеланів Війська Польського. Під час Польської вересневої кампанії він був головним капеланом для некатоликів у війську Кракова та головним рабином польського війська. Він потрапив у радянський полон після радянського вторгнення до Польщі наприкінці вересня, ставши військовополоненим. Перебував у таборі в Старобільську. Для своїх співв'язнів у Старобільську організовував богослужіння, на яких були присутні також поляки неєвреї; ті, хто вижив, відзначали його акцент на єдності всіх поляків, незалежно від віросповідання. У Старобільську Штейнберг був заарештований НКВД разом з польськими священиками та капеланами під час Різдва 1939 року і перевезений до московської в'язниці. У березні 1940 року його ненадовго повернули до Старобільська, а потім перевезли до Юхновського та згодом до Козельського таборів. Зрештою Штайнберга було страчено під час Катинської різанини, ймовірно, 12 квітня 1940 року у віці 42 років[b].

## Нагороди
У своєму житті Штайнберг був нагороджений Хрестом Незалежності та Хрестом Заслуги, пам'ятні медалі "За війну 1918—1921 рр. " і «10 років незалежності Польщі». У 1991 році його пам'ять було вшановано на меморіальній дошці в гарнізоні в церкві Святої Агнеси в Кракові. У 2007 році йому посмертно присвоїли звання підполковника. 11 листопада 2018 року нагороджений найвищою державною нагородою Польщі — орденом Білого Орла.